# Троэльсгор, Санне
Санне Троэльсгор Нильсен (швед. Sanne Troelsgaard Nielsen; род. 15 августа 1988, Вайен, Рибе) — датская футболистка, выступающая на позиции полузащитника за итальянский клуб «Рома». С 2008 года Троэльсгор представляет женскую сборную Дании.

## Клубная карьера
Санне Троэльсгор начинала свою карьеру в датском клубе «Хадерслев». С 2005 по 2009 год она выступала за «Брондбю», с которым в 2011 году стала чемпионкой Дании и во второй раз подряд выиграла национальный кубок. В том же году Троэльсгор была признана игроком года в своей стране после того, как забила 29 голов в своих первых 15 матчах за свой новый клуб «Сковбаккен». В феврале 2017 года она подписала контракт со шведским «Русенгордом», за который выступала в шведском Дамаллсвенскане. В его составе Троэльсгор дважды выигрывала Кубок Швеции (в 2017 и 2018 годах), а в 2019 году стала чемпионкой Швеции.

## Карьера в сборной
Санне Троэльсгор дебютировала за главную женскую сборную Дании в марте 2008 году, выйдя на замену в самой концовке победного (1:0) матча против команды Финляндии, проходившего в рамках Кубка Алгарве 2008 года. На Женском кубке Matchworld в июне 2011 года она забила все три гола своей команды в победном (3:0) матче над Уэльсом.
Тяжёлая болезнь в семье заставила Троэльсгор отказаться от выступления за сборную, которую тогда возглавляла Кеннет Хайнер-Меллер, на женском чемпионате Европы 2013 года.

## Достижения
Брондбю
- Чемпионка Дании: 2010/11, 2012/13
- Обладательница Кубка Дании: 2010, 2011, 2013, 2014